# Vintjärnen, Norrbotten
Vintjärnen är en sjö i Bodens kommun i Norrbotten och ingår i Råneälvens huvudavrinningsområde.